# Guildhall (Londres)
Pour les articles homonymes, voir Guildhall.
Le Guildhall est un bâtiment de la Cité de Londres (cette dernière ne devant pas d’ailleurs être confondue avec le Grand Londres, dont elle n'est qu'une petite partie), dont il fut l'hôtel de ville pendant plusieurs siècles. Il est monument classé de Grade I..

## Historique
L'édifice actuel, situé sur Cheapside et Basinghall Street, fut bâti entre 1411 et 1440, et il est le seul édifice médiéval non religieux dans la Cité de Londres ayant survécu jusqu'à aujourd'hui.
La grande salle n'échappa pas complètement au grand incendie de 1666 ; elle fut restaurée partiellement en 1670. L'entrée actuelle au sud fut ajoutée en 1788 par George Dance le Jeune, et restaurée en 1910. Un nouveau toit de bois fut ajouté en 1866. Ce toit fut complètement détruit dans les bombardements allemands la nuit du 29 au 30 décembre 1940. Il fut remplacé en 1954 selon le dessin de Giles Gilbert Scott.
Le 16 novembre 1848, le pianiste Frédéric Chopin y joua au public pour la dernière fois.
L'édifice est toujours utilisé pour certaines cérémonies, ainsi que comme centre administratif de la City et de sa Corporation. 
Le terme de Guildhall désigne à la fois : 
- l'ensemble du bâtiment qui fut le siège commun des guildes (les « Vénérables compagnies ») qui dirigèrent la cité,
- la grande salle de style médiéval, semblable à celle de nombre de collèges d'Oxbridge. 
C'est dans cette dernière, que chaque année, le deuxième lundi de novembre, deux jours après la « parade du Lord-Maire » qui marque son investiture (et dont le Guildhall est le point de départ), celui-ci et ses shérifs offrent un diner à 700 invités en tenue de gala. Les discours qu'y prononcent le Premier ministre, et autres dirigeants, ont souvent une grande portée politique et économique.

À l'intérieur, se trouvent les mémoriaux à William Pitt l'Ancien, William Pitt le Jeune, Horatio Nelson, le 1er duc de Wellington, William Beckford, et Winston Churchill.
Il a longtemps abrité le Guildhall Museum, qui possédait entre autres une bonne part du trésor de Cheapside, ce dernier étant la plus grosse collection connue de bijoux et gemmes des époques élisabéthaine (1558-1603) et jacobéenne (1567-1625). Le Guildhall Museum a été réuni au London Museum en 1974.

## L'égliseSt Lawrence Jewry
Près du Guildhall se trouve une église anglicane qui s'appelle St Lawrence Jewry. Consacrée à Laurent de Rome, et appelée ainsi parce qu'elle était près de l'ancien quartier juif de Londres, cet édifice est l'église officielle du Lord-maire de Londres depuis 1820. L'ancienne église fut détruite lors du grand incendie de Londres en 1666 et reconstruite par Christopher Wren entre 1671 et 1677. L'église a été en grande partie détruite lors d'un bombardement allemand en 1940. La restauration du bâtiment s'est faite à partir de 1954. Comme le Guildhall, l'église est aussi monument classé de Grade I.

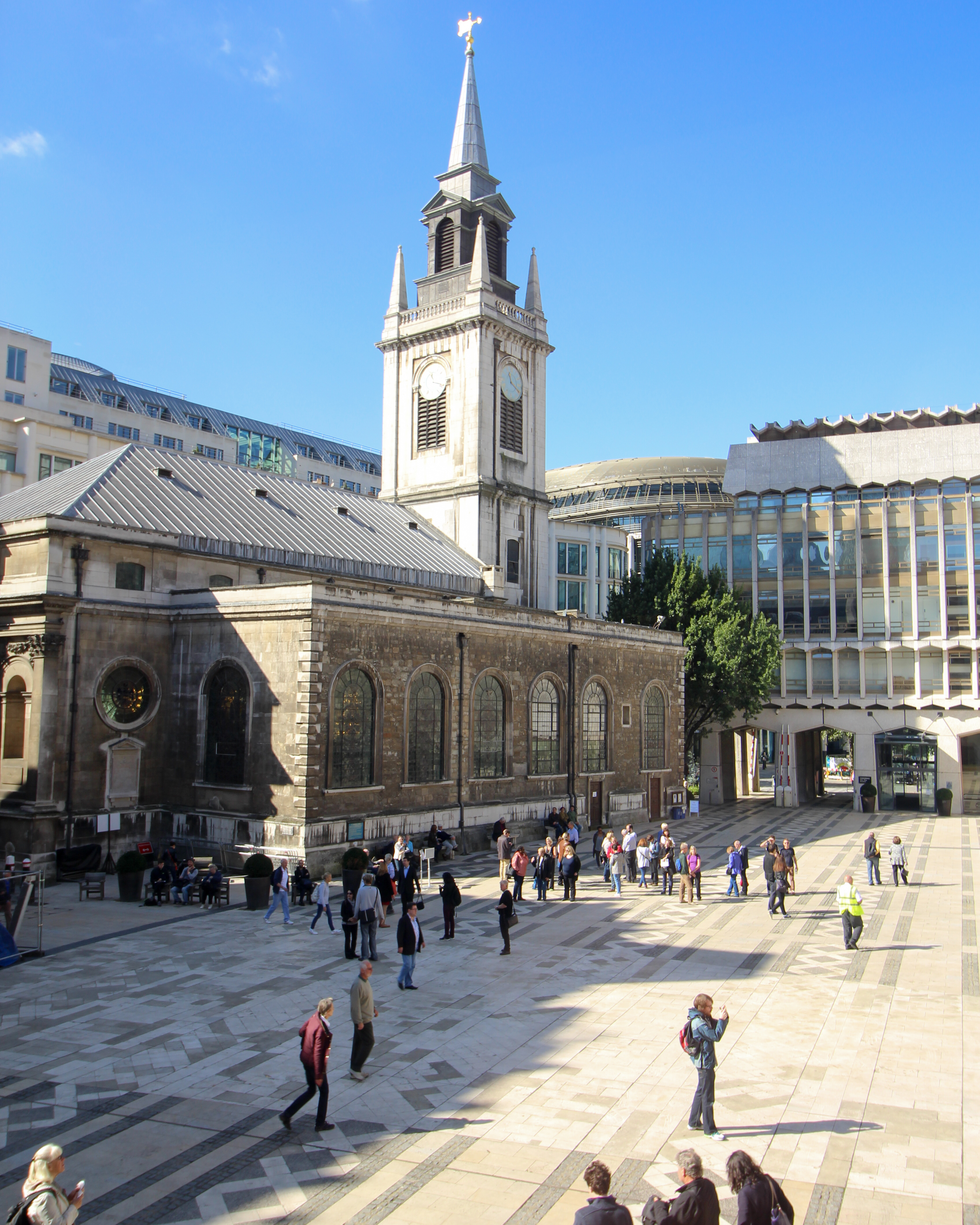
Église St Lawrence Jewry, près du Guildhall
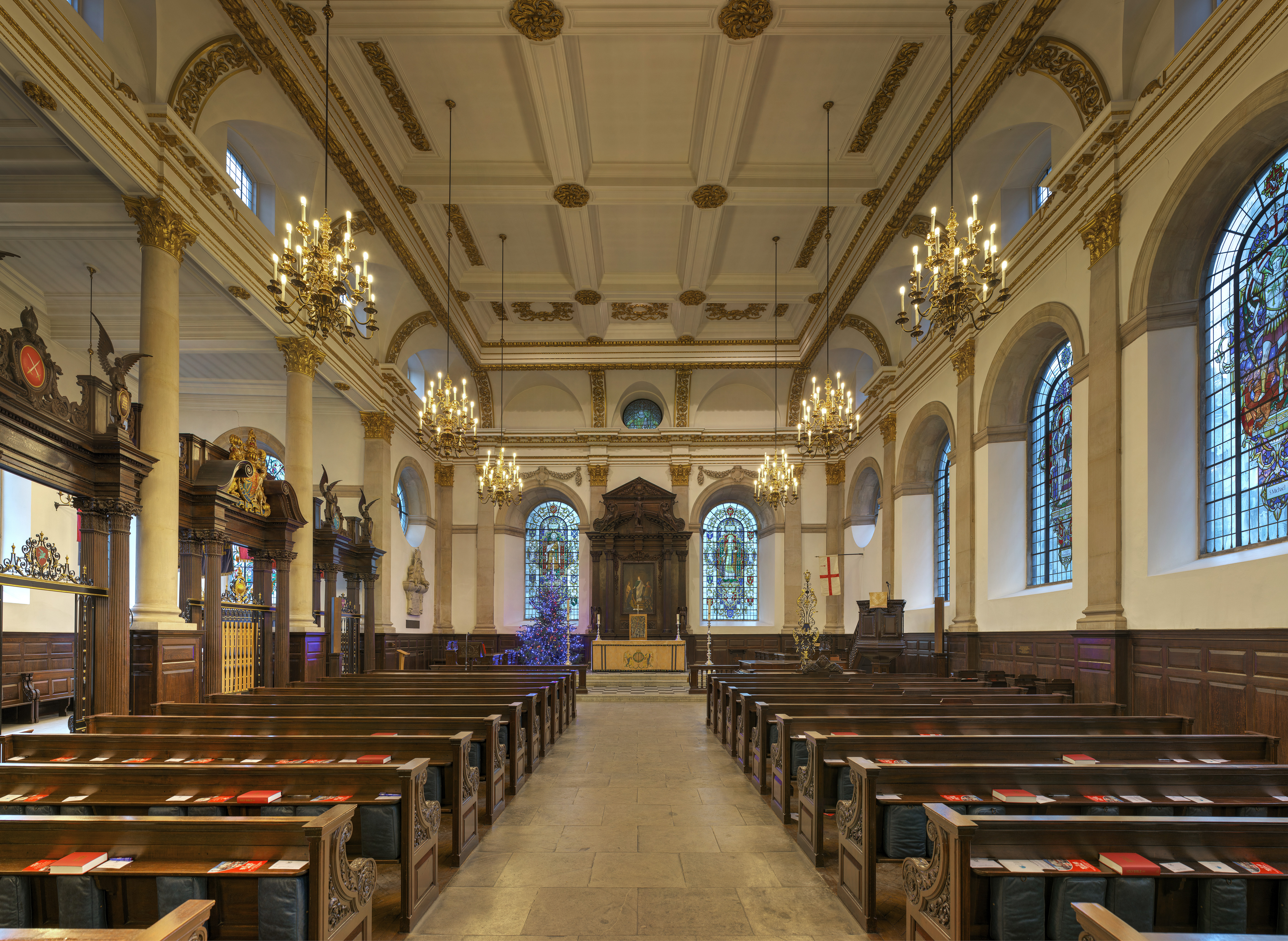
L'intérieur de l'église St Lawrence Jewry, Guildhall. Photo décembre 2013.

## Galerie

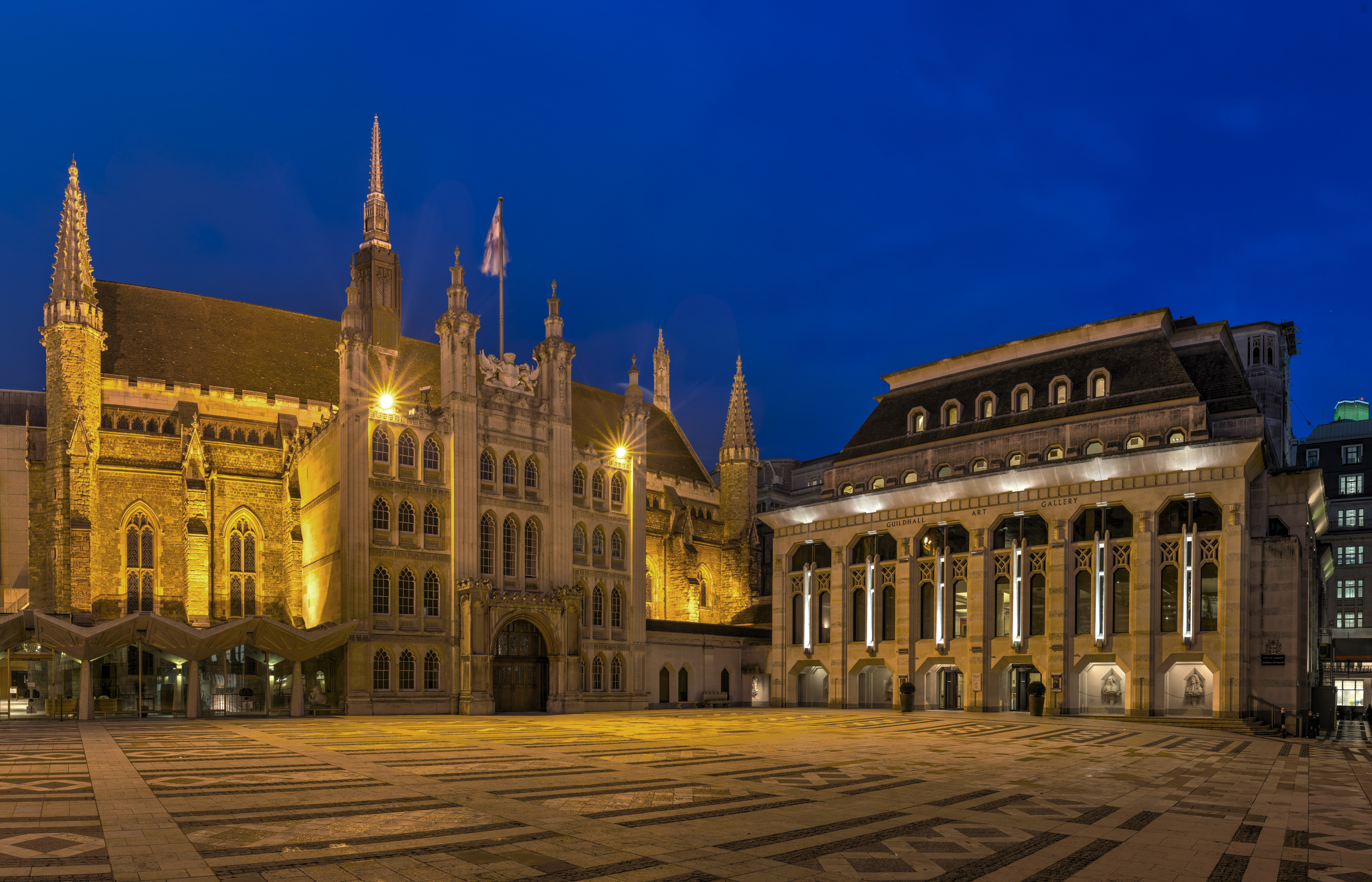
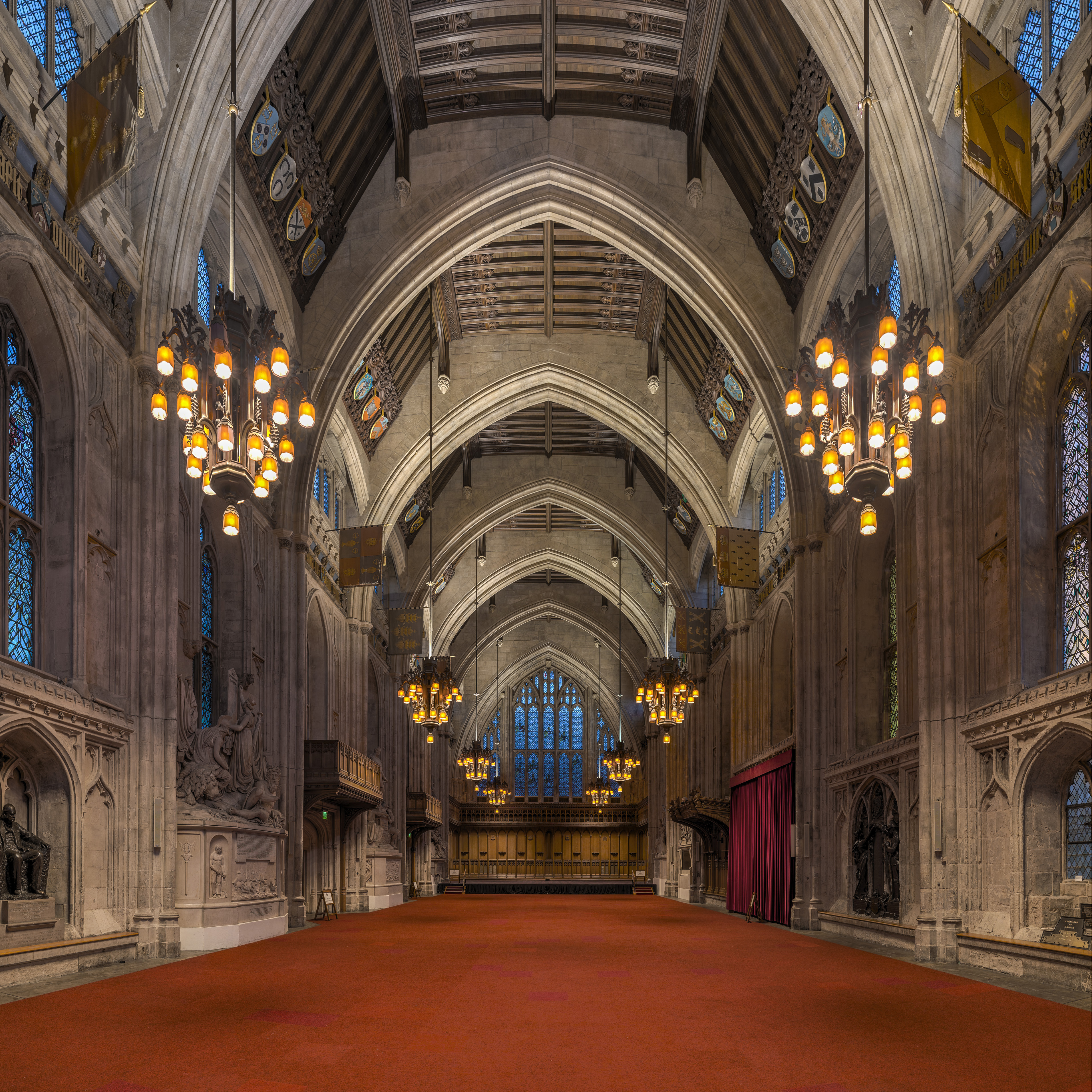
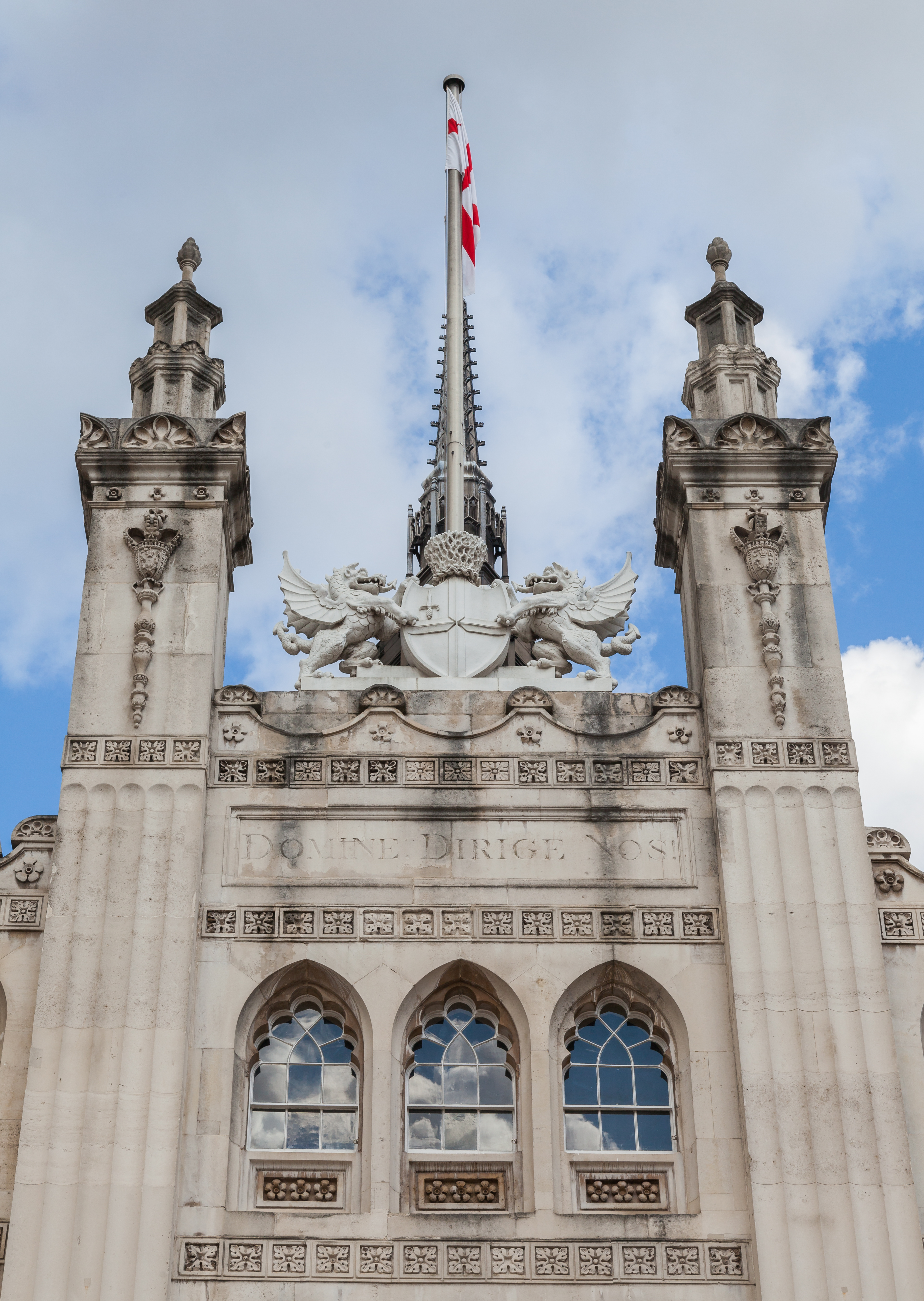